# Roy Andersson
Roy Andersson (* 31. března 1943 Göteborg) je švédský filmový režisér, scenárista, střihač a producent. V 60. letech točil krátké filmy. V roce 1970 se proslavil svým celovečerním debutem Švédská lovestory (En kärlekshistoria), který režíroval i napsal. Jeho druhý film, ponuře "kafkovský" Giliap z roku 1975, se však dočkal tak špatného přijetí, že Andersson ztratil možnost filmovat a živil se dlouho jen točením reklam. Na plátna se vrátil až v 90. letech. V roce 2000 zaznamenal průlom a velký úspěch s filmem Písně z druhého patra (Sånger från andra våningen), který získal Cenu poroty na festivalu v Cannes a nejprestižnější švédské filmové ocenění Zlatohlávek (Guldbaggen) za režii a scénář. Andersson z filmu nakonec učinil první díl trilogie, druhý díl Ty, který žiješ (Du levande) uvedl do kin v roce 2007. I za něj dostal Zlatohlávka za režii a scénář. Trilogie pak vyvrcholila v roce 2014 snímkem Holub seděl na větvi a rozmýšlel o životě (En duva satt på en gren och funderade på tillvaron), který sklidil mnoho ocenění, především Zlatého lva za nejlepší film na festivalu v Benátkách (jako první švédský a druhý severský film v historii) a Evropskou filmovou cenu za nejlepší komedii. Jeho poslední film O nekonečnu (Om det oändliga) z roku 2019 v Benátkách dostal Stříbrného lva za nejlepší režii. Typické jsou pro něj dlouhé záběry, absurdní humor a grotesknost.